# Cunegonda Jacoba van de Palts

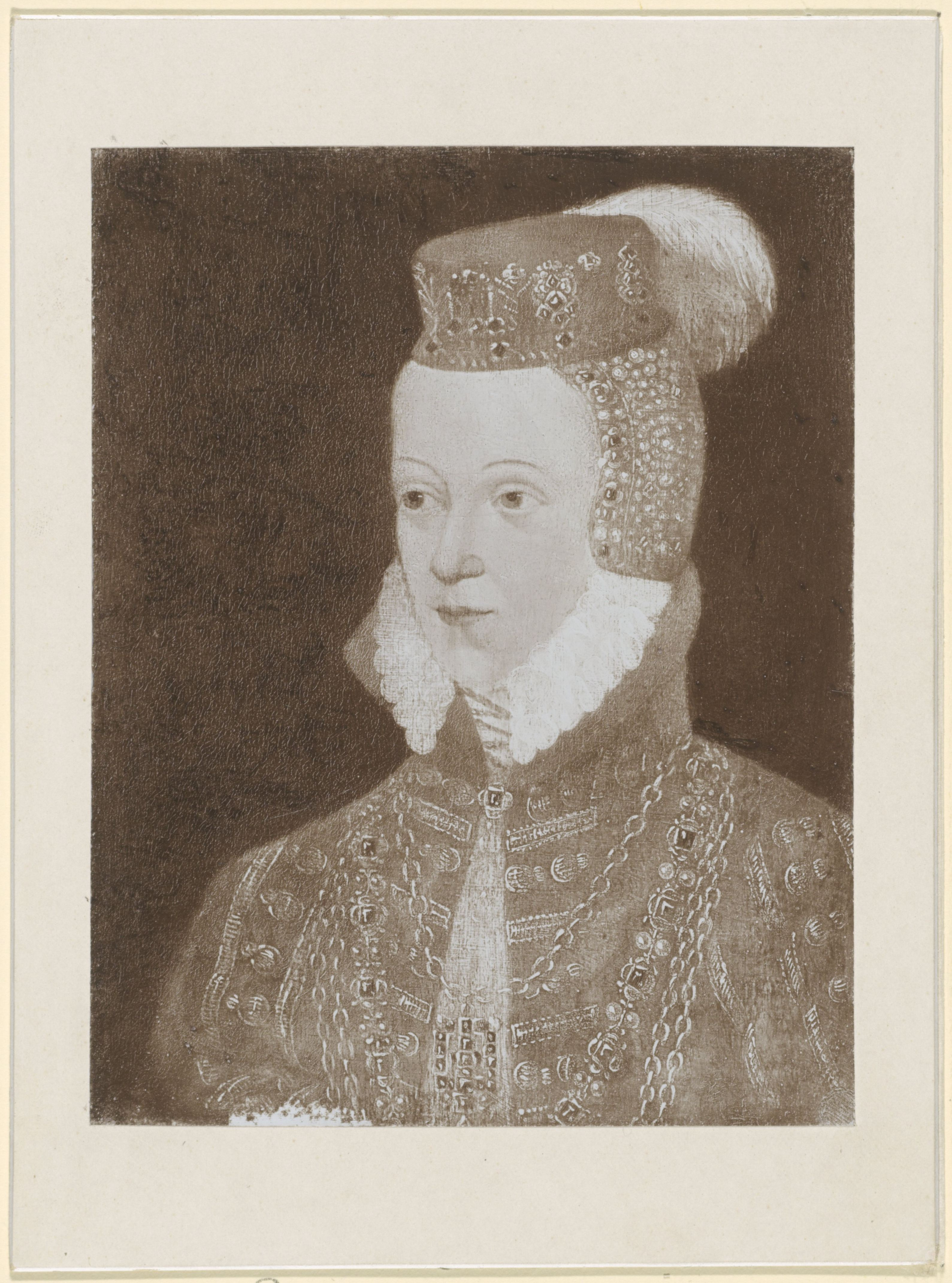
Portret van Cunegonda Jacoba van de Palts

Cunegonda of Cunigonda Jacoba van de Palts (Simmern, 9 oktober 1556 - Dillenburg, 26 januari 1586), Duits: Kunigunde Jakobäa Pfalzgräfin bei Rhein, Herzogin von Bayern, was een Duitse paltsgravin en door huwelijk gravin van Nassau-Dillenburg. Ze was de dochter van de keurvorst Frederik III van de Palts en Maria van Brandenburg-Kulmbach.

## Huwelijk
Cunegonda was de tweede echtgenote van Jan VI van Nassau-Dillenburg, ook genoemd Jan de Oude, die een zoon was van Willem "de Rijke" van Nassau-Dillenburg en Juliana van Stolberg. Het huwelijk werd gesloten te Dillenburg op 13 september 1580. Als tweede echtgenote verbond ze zich met een weduwnaar (sinds 1579) die minderjarige kinderen ten laste had. Door zich te verloven met Cunegonda in 1580 drukte Jan de Oude uitdrukkelijk de wil uit dat zijn stamland Nassau-Dillenburg calvinistisch werd. Het was een proces dat al sinds de jaren 1570 bezig was: de familie van Jan de Oude in de Nederlanden was calvinistisch; zijn hofpredikant Gerhard Johan Geldenauer was calvinistisch; de bescherming die hij gaf aan drie predikanten gevlucht uit Saksen. Het huwelijk met Cunegonda (1580), die afkomstig was uit de sinds jaren calvinistische Palts (sinds 1561), betekende dat Jan de Oude officieel het calvinisme omarmde voor zijn gebieden.
Uit dit huwelijk werden de volgende vier kinderen geboren:
1. doodgeboren zoon (Dillenburg, 19 juli 1581).
2. Amalia (27 juli 1582 - 31 oktober 1635). Huwde Dillenburg, 23 augustus 1600 met Willem I van Solms-Greifenstein (18 april 1570 - Greifenstein, 3 februari 1635).
3. Cunegonda (Dillenburg, 12 juli 1583 - Dillenburg, 4 april 1584).
4. doodgeboren zoon (Dillenburg, 23 februari 1585).

Cunegonda Jacoba werd op 31 januari 1586 begraven in de grafkelder in de Evangelische Stadskerk te Dillenburg.
- Gemeinsame Normdatei: 1147065047
- Virtual International Authority File: 122151246517144131321